# Comtat d'Örebro
El Comtat d'Örebro, o Örebro län, és un comtat o län al centre de Suècia. Fa frontera amb els comtats de Västra Götaland, Värmland, Dalarna, Västmanland, Södermanland i Östergötland.

## Municipis
- Ljusnarsberg
- Hällefors
- Lindesberg
- Nora
- Karlskoga
- Örebro
- Lekeberg
- Degerfors
- Kumla
- Hallsberg
- Laxå
- Askersund